# سفارة فرنسا في ألبانيا
سفارة فرنسا في ألبانيا هي أرفع تمثيل دبلوماسي لدولة فرنسا لدى ألبانيا. تقع السفارة في تيرانا وهي تهدف لتعزيز المصالح الفرنسية في ألبانيا.

شعار سفارة فرنسا في ألبانيا

## وصلات خارجية
- الموقع الرسمي
- الموقع الرسمي
- قائمة سفارات فرنسا
- قائمة السفارات في ألبانيا